# Wołodymyr Ejsmont
Wołodymyr Borysowicz Ejsmont (ur. 17 czerwca 1972 Kremeńczuk, Ukraina), syn Borysa Adamowicza i Raisy Wasiljewnej z Chabanów, ukraiński pisarz, historyk i dziennikarz.

## Życiorys
Urodził się w Kremeńczuku na Ukrainie, w rodzinie o korzeniach polsko-litewskich, zapewne z linii Kazimierza Eysymonta, podczaszego orszańskiego. Studiował w Połtawskim Instytucie Pedagogicznym, na wydziale historii. Debiutował w 1993 roku opowiadaniem "Я бачив Ангела". Jest członkiem Narodowego Związku Pisarzy Ukrainy (od 2003 roku), a także Narodowego Związku Dziennikarzy Ukrainy (od 1998 roku). W 1997 roku został laureatem prestiżowej nagrody literackiej "Hranosłow" (wspólnie z Jurijem Serhinim), za powieść "Окраєць для Барика".
W jego rodzinie do dzisiaj istnieje tradycja i świadomość pochodzenia od Eysymonttów herbu Korab.

## Książki
- «Я бачив Ангела» (Połtawa, 1993);
- «УРП: дати, події, факти» (Kijów, 1994);
- «Роман Васильців — приватний детектив» (Kijów, 1998) — współautor;
- «Забутий оберіг» (Kremeńczuk, 2002).